# Doro Levi
Teodoro Levi, detto Doro (Trieste, 1º giugno 1898 – Roma, 3 luglio 1991), è stato un archeologo e storico dell'arte greco-romana, direttore della Scuola archeologica italiana di Atene dall'estate del 1947 fino alla fine dell'anno 1976.

## Biografia
Compì gli studi liceali a Trieste, negli anni in cui ricevette, dall'ambiente triestino, l'impronta irredentista del suo profilo culturale. Si spostò quindi a Firenze, dove conseguì la laurea presso l'Istituto di Studi Superiori di Firenze. Doro Levi fu ad Atene, dal 1921 al 1926, presso la Scuola archeologica allora diretta da Alessandro Della Seta, allievo nei primi tre anni e aggregato per i restanti tre. Gli anni fiorentini furono quelli dell'amicizia con Bernard Berenson e dei primi incarichi di lavoro: dal 1926 iniziò la sua attività nella Soprintendenza dell'Etruria, dapprima come ispettore e, dal 1935, come sovrintendente.

### Gli anni di Cagliari (1935 - 1938)
In quello stesso 1935 Teodoro Levi divenne professore ordinario all'Università di Cagliari in Archeologia e Storia dell'arte greca e romana, disciplina nella quale aveva ottenuto la libera docenza quattro anni prima
La parentesi sull'isola, destinata a interrompersi bruscamente in soli tre anni, sarà tuttavia molto proficua, sia per la sua formazione che per l'avanzamento dell'archeologia in Sardegna: in quei tre anni, in cui tenne anche la direzione della Soprintendenza della Sardegna, realizzò il restauro dell'anfiteatro romano di Cagliari, gli scavi preistorici della necropoli di Anghelu Ruju, quelli dell'insediamento nuragico di Serra Orrios e le esplorazioni della necropoli punica di Olbia. Risale a quegli anni un aneddoto, da lui rievocato nel 1981, quando gli toccò di sventare la perdita, per il patrimonio archeologico dell'isola, di un importante reperto: una collana punica in vetro, proveniente dalla necropoli di Olbia, in procinto di essere data in dono al numero due del regime nazista, Hermann Göring, all'epoca della sua venuta sull'isola.

### L'epurazione razziale e la parentesi a Princeton
L'esperienza a Cagliari ebbe fine nel 1938, quando Doro Levi, ebreo, fu rimosso dalla posizione accademica in applicazione delle Leggi razziali fasciste
Emigrò allora negli Stati Uniti, dove a Princeton, negli anni dal 1938 al 1945, fu accolto quale membro dell'Institute for Advanced Studies. Finita la guerra mondiale, fece ritorno nel 1946 in Italia.
In quegli anni si adoperò collaborando con il governo degli Stati Uniti, per prevenire i danneggiamenti a monumenti e opere d'arte sul suolo italiano per cause belliche.

### La direzione della scuola archeologica di Atene
Già allievo ad Atene di Alessandro Della Seta, ebbe nel 1947 il delicato compito di assumere la direzione della Scuola archeologica italiana nel periodo difficile del secondo dopoguerra, dopo le tormentate vicende, e la relativa stasi, subite dalla scuola nel periodo bellico e pre-bellico.
La lunga sua direzione, quasi trentennale, si caratterizzò per il nuovo impulso dato a scavi e ricerche, in particolare in area minoica, con le importanti campagne di scavo condotte nel sito archeologico di Festòs. A lui si deve anche l'inaugurazione della stagione di scavi nel sito turco di Iasos.

### Altri incarichi e affiliazioni scientifiche
Quando, nel 1946, aveva fatto ritorno in Italia dalla parentesi americana, Doro Levi, prima dell'incarico ad Atene, lavorò per il Ministero della Pubblica Istruzione, dove tenne a battesimo il neonato Ufficio per le relazioni culturali, sorto su sua iniziativa. In quello stesso anno si adoperò inoltre per la nascita di una Commissione per il restauro dei danni subiti dai monumenti d'Europa durante la guerra.
Fu inoltre socio corrispondente dell'Accademia dei Lincei dal novembre 1956, quindi socio nazionale dal settembre 1968. Nel 1967 fu affiliato all'Accademia di Atene come socio straniero.

## Opere
- Arkades, una città cretese all'alba della civiltà ellenica, Bergamo, 1931.
- Il museo civico di Chiusi, Roma, 1935.
- Early Hellenic pottery of Crete, Princeton, 1945.
- Antioch mosaic pavements, Princeton 1947.
- L'ipogeo di San Salvatore di Cabras in Sardegna, Roma, 1949.
- Festòs e la civiltà minoica, parte I, 4 volumi, serie' Incunabula Graeca 60, Edizioni dell'Ateneo, 1976.
- (con Filippo Maria Carinci), Festòs e la civiltà minoica, parte II, 2 volumi, serie' Incunabula Graeca 77, Edizioni dell'Ateneo, 1988